# Posebna teorija relativnosti

Posebna teorija relativnosti je fizikalna teorija koju je Albert Einstein objavio 1905. Ona je zamijenila njutnovsku koncepciju prostora i vremena i inkorporirala elektromagnetizam reprezentiran Maxwellovim jednadžbama. Teorija je nazvana "specijalna" jer predstavlja poseban slučaj Einsteinove teorije relativnosti u kojem se efekti ubrzanja i gravitacije mogu ignorirati. Deset godina kasnije, Einstein je objavio teoriju opće relativnosti koja obuhvaća i gravitaciju.

## Povijest i motivacija
Princip relativnosti prvi je uveo Galileo. Za razliku od ranijeg, apsolutističkog, Aristotelovog stajališta, on je držao da kretanje, ili barem jednoliko kretanje po pravcu, može imati smisla samo u odnosu (relaciji) na nešto, te da stoga ne postoji apsolutni referentni okvir u kojem bi mogle biti mjerene sve pojave.   
Činilo se da princip relativnosti funkcionira dobro kada su u pitanju svakidašnji fenomeni koji uključuju čvrste objekte, ali kada je u pitanju svjetlost, stvar je još uvijek bila problematična. Mehanički valovi putuju gibajući se kroz neki medij i isto je pretpostavljano i za svjetlost. Taj hipotetski medij nazvan je "luminiferous aether". Izgledalo je da ideja etera ponovo uvodi ideju detektibilnog apsolutnog referentnog okvira, onoga stacionarnoga u odnosu na eter.
Nakon  Maxwellovog objedinjavanja svjetlosti, elektriciteta i magnetizma te nakon eksperimentalnih dokaza kao što je Michelson-Morleyev pokus, postignut je opći dogovor da brzina svjetlosti ne varira obzirom na brzinu kretanja promatrača, te da brzina svjetlosti mora biti nepromjenjiva (ista, "invarijantna") za sve promatrače. Činilo se da to vodi daljnjem sukobu s principom relativiteta.
Hendrik Lorentz predložio je rješenje postulirajući teoriju etera prema kojoj su objekti i promatrači koji se kreću u odnosu na statični eter podložni fizikalnom "skraćenju" (Lorentz-Fitzgeraldova kontrakcija) i promjeni vremenskog odnosa (vremenskoj dilataciji).
Poincaréova verzija principa relativiteta (1904) ustvrdila je da "Zakoni fizikalnih fenomena moraju biti isti bez obzira na to da li je promatrač u mirovanju ili se jednoliko giba, stoga ne postoji i ne može postojati nikakav način razlučivanja jesmo li ili nismo sudionici takvoga gibanja."
Einsteinov doprinos bio je, između ostaloga, da Lorenzove jednadžbe izvede iz još fundamentalnijeg principa, bez pretpostavljanja prisutnosti etera. Kao posebnu teoriju relativiteta, kompleksne Lorentzove i Fitzgeraldove transformacije izveo je čistije, iz jednostavne geometrije i Pitagorinog poučka. Originalni naslov njegove teorije bio je (prevedeno s njemačkog) "O elektrodinamici tijela u kretanju". Max Planck je prvi predložio termin relativnost da bi naglasio koncepciju transformiranja fizikalnih zakona između promatrača koji su u relativnom kretanju, jedan u odnosu na drugoga.

## Postulati
1. Prvi postulat (princip relativnosti)
Zakoni elektrodinamike i optike vrijedit će u svim okvirima u kojima važe mehanički zakoni.
Svaka fizikalna teorija mora matematički izgledati isto svakom inertnom promatraču.
Fizikalni zakoni nezavisni su od prostorne ili vremenske lokacije.
2. Drugi postulat (nepromjenjivost c)
Brzina svjetlosti u vakuumu, uobičajeno označena s c, ista je za sve inertne promatrače, ista je u svim smjerovima i ne ovisi o brzini objekta koji emitira svjetlost. U kombinaciji s Prvim postulatom, ovaj Drugi postulat ekvivalentan je tvrđenju da svjetlost za širenje ne zahtijeva nikakav medij (kao što je primjerice "eter").

## Status
Posebna relativnost korektna je kada su gravitacijski efekti zanemarivi ili vrlo slabi, u protivnom mora biti zamijenjena općom relativnošću.  Kod vrlo malih skala, kao što je Planckova dužina i ispod toga, također je moguće podbacivanje posebne relativnosti zbog efekata kvantne gravitacije.  Bez obzira na to, za makroskopske skale i u odsutnosti jakih gravitacijskih polja, posebna relativnost danas je univerzalno prihvaćena od strane zajednice fizičara, a za eksperimentalne rezultate koji joj naizgled proturječe općenito se smatra da su plod neponovljive eksperimentalne greške.
Budući da u fizici postoji sloboda definiranja jedinica prostora i vremena, moguće je jedan od dva postulata relativnosti prikazati tautološkom posljedicom definicije, no to nije moguće učiniti istovremeno s oba postulata, pa su, u kombinaciji, njihove posljedice nezavisne od individualnog izbora definicije prostora i vremena.
Posebna relativnost je matematički samodosljedna i kompatibilna sa svim modernim fizikalnim teorijama,  od kojih su najznačajnije teorija kvantnih polja, teorija struna i opća relativnost (u graničnom slučaju zanemarivih gravitacijskih polja). Unatoč tome, posebna relativnost nekompatibilna je s nekoliko ranijih teorija, od kojih je najznačajnija njutnovska mehanika.
Provedeni su brojni pokusi kako bi se posebna relativnost testirala naspram konkurentnih teorija, uključujući:
- Michelson-Morleyjev pokus - dokaz nemogućnosti širenja eterom i test nepromjenjivosti (invarijantnosti) brzine svjetlosti u odnosu na smjer
- Hamarov pokus – opstrukcija eterskog toka
- Trouton-Nobleov pokus
- Kennedy-Thorndikeov pokus – kontrakcija vremena
- Rossi-Hallov pokus – efekt prostorvremenske kontrakcije na poluživot brzokrećućih čestica
- pokusi koji testiraju teoriju emitera demonstrirali su da je brzina svjetlosti nezavisna od brzine emitera

## Zaključci
Kod relativnih brzina bliskih brzini svjetlosti, posebna relativnost vodi drugačijim fizikalnim predviđanjima nego galilejevska relativnost.
- Vrijeme proteklo između dva događaja nije nepromjenjivo od promatrača do promatrača nego ovisi o relativnoj brzini promatračevog referentnog okvira (Lorentzove transformacije).
- Dva događaja koja se zbivaju simultano na različitim mjestima unutar jednog referentnog okvira mogu se zbivati u različita vremena unutar drugog referentnog okvira (nedostatak apsolutne simultanosti).
- Dimenzije (npr. dužina) nekog objekta izmjerene od strane jednog promatrača mogu se razlikovati od izmjera istog objekta od strane drugog promatrača (Lorentzove transformacije).
- "Paradoks blizanaca" – sitacija u kojoj jedan od blizanaca putuje svemirskim brodom brzinom bliskom brzini svjetlosti i po povratku otkriva da je drugi blizanac stario rapidno brže (ili sporije) nego on.
- "Paradoks ljestava" – situacija u kojoj dugačke ljestve putuju brzinom bliskom brzini svjetlosti i bivaju uskladištene u manju garažu.

## Nedostatak apsolutnog referentnog okvira
Posebna relativnost odbija ideju postojanja bilo kakvog apsolutnog ('unikatnog' ili 'posebnog') referentnog okvira, umjesto toga fizika mora izgledati jednako svim promatračima koji se jednoliko gibaju (inercijski okvir). Ovaj, 'princip relativnosti' datira unatrag do Galilea i utjelovljen je u njutnovsku fiziku.
U kasnom devetnaestom stoljeću neki su fizičari sugerirali da je svemir ispunjen supstancom poznatom kao "eter" koja provodi elektromagnetske valove. Eter je tvorio apsolutni referentni okvir unutar kojeg mogu biti mjerene brzine. Imao je neka čudesna svojstva: dovoljnu elastičnost da može podržavati elektromagnetske valove tako da ti valovi mogu biti u interakciji s materijom, istodobno ne pružajući otpor tijelima koja kroz njega prolaze. Rezultati različitih pokusa, uključujući Michelson-Morleyjev pokus, sugerirali su da je Zemlja uvijek relativno 'statična' u odnosu na eter – nešto teško objašnjivo. Najelegantnije rješenje bilo je odbaciti nužnost etera i apsolutnog okvira i prihvatiti Einsteinove postulate.

## Prostor, vrijeme i brzina
Događaj je pojava koja može biti označena jedinstvenim vremenom i prostornom lokacijom - "točka" u prostorvremenu. Npr. eksplozija petarde je dobra aproksimacija "događaja". Neki događaj možemo u potpunosti specificirati pomoću četiri prostornovremenske koordinate: vremenu pojavljivanja i trodimenzionalnoj prostornoj lokaciji.
Pretpostavimo da imamo dva sistema {\displaystyle S} and {\displaystyle S'}, čije su prostorne osi jednako smještene, te da se jedan u odnosu na drugi kreću jednolikom brzinom ({\displaystyle v}) uzduž njihovih osi {\displaystyle x}. Ako neki događaj ima prostornovremenske koordinate {\displaystyle (t,x,y,z)} u sistemu {\displaystyle S} i {\displaystyle (t',x',y',z')} u {\displaystyle S'}, a njihova ishodišta se poklapaju (drugim riječima (0,0,0,0) u {\displaystyle S} poklapa se sa  (0,0,0,0) u {\displaystyle S'}), tada Lorentzove transformacije specificiraju da su njihove koordinate povezane na sljedeći način:
{\displaystyle t'=\gamma \left(t-{\frac {vx}{c^{2}}}\right)}
{\displaystyle x'=\gamma (x-vt)\,}
{\displaystyle y'=y\,}
{\displaystyle z'=z\,}
gdje je {\displaystyle \gamma \equiv {\frac {1}{\sqrt {1-v^{2}/c^{2}}}}} Lorentzov faktor, {\displaystyle c} brzina svjetlosti u vakuumu.
Ako promatrač u {\displaystyle S} vidi neki objekt koji se giba duž osi  {\displaystyle x} brzinom {\displaystyle w} tada će promatrač u sistemu {\displaystyle S'} vidjeti objekt koji se kreće brzinom {\displaystyle w'} gdje je
{\displaystyle w'={\frac {w-v}{1-wv/c^{2}}}}
Ova jednadžba izvodi se iz gornjih prostornih i vremenskih transformacija. Zapazite da ako se objekt kreće brzinom svjetlosti u sistemu {\displaystyle S} (tj. {\displaystyle w=c}), tada će se također kretati brzinom svjetlosti u sistemu {\displaystyle S'}. Dakle, ako su oboje, i {\displaystyle w} i {\displaystyle v} dovoljno mali u odnosu na brzinu svjetlosti, otkrit ćemo intuitivnu Galilejevu transformaciju brzina: {\displaystyle w'=w-v}.

## Masa, moment i energija
Uz modifikaciju poimanja prostora i vremena, posebna relativnost prisiljava nas na ponovno razmatranje koncepata mase, momenta i energije, sve važnih konstrukcijskih elemenata njutnovske mehanike. Posebna relativnost zapravo pokazuje da su svi ti koncepti tek različiti aspekti iste fizikalne kvantitete, upravo na isti način kao što pokazuje neodvojivost prostora i vremena.
Postoji nekoliko ekvivalentnih načina da se u specijalnoj relativnosti definiraju moment i energija. Jedna od metoda koristi se zakonom očuvanja energije. Ako taj zakon i nadalje vrijedi u posebnoj relativnosti, tada mora biti istinit za svaki mogući referentni okvir. Ako napravimo jednostavni misaoni pokus koristeći njutnovske definicije momenta i energije vidjet ćemo da te kvantitete nisu očuvane u specijalnoj relativnosti. Ideja očuvanja može se spasiti malim modifikacijama definicija pri računanju s relativističkim brzinama. Upravo tako modificirane definicije uzimaju se kao korektne za moment i energiju u posebnoj relativnosti.
Za dani objekt mase u mirovanju {\displaystyle m_{0}} koji se kreće brzinom {\displaystyle u}, energija i moment su dani sa:
{\displaystyle E=\gamma m_{0}c^{2}\,\!}
{\displaystyle p=\gamma m_{0}u\,\!}
gdje je γ (Lorentzov faktor) dan sa
{\displaystyle \gamma ={\frac {1}{\sqrt {1-u^{2}/c^{2}}}}\,\!},
a c brzina svjetlosti. Termin γ često se pojavljuje u teoriji relativnosti, a dolazi iz jednadžbi Lorentzovih transformacija.
Energija i moment mogu se povezati formulom:
{\displaystyle E^{2}-(pc)^{2}=(m_{0}c^{2})^{2}\,\!}
koja se naziva relativističkom jednadžbom energije-momenta.  Ove jednadžbe mogu biti konciznije postavljene korištenjem četveromomentnog {\displaystyle P^{a}} i četverobrzinskog {\displaystyle U^{a}} kao
{\displaystyle P^{a}=m_{0}U^{a}}
što je relativistička analogija Drugog njutnovog zakona.
Za brzine puno manje od brzine svjetlosti γ može biti aproksimiran korištenjem Taylorovog reda i tada se pokazuje da je:
{\displaystyle E\approx m_{0}c^{2}+{\begin{matrix}{\frac {1}{2}}\end{matrix}}m_{0}u^{2}\,\!}
{\displaystyle p\approx m_{0}u\,\!}
Izuzevši prvi termin u izrazu za energiju, ove se formule u potpunosti slažu sa standardnim definicijama njutnovske kinetičke energije i momenta, što znači da je specijalna relativnost pri niskim brzinama u skladu s njutnovskom mehanikom.
Promatrajući gornje formule za energiju vidimo da, kada se objekt nalazi u mirovanju ({\displaystyle u} = 0 and γ = 1), ima energiju različitu od nule:
{\displaystyle E=m_{0}c^{2}\,\!}
Ova se energija naziva "energijom mirovanja". Ona nije kontradiktorna njutnovskoj teoriji jer je konstantna i značajne su jedino razlike u energiji.
Ono što je bitno kod ove formule je da pokazuje da je u relativnosti masa jednostavno drugi oblik energije.
Ova formula postaje važna pri mjerenju masa različitih atomskih jezgri. Promatrajući razlike u njihovim masama moguće je predvidjeti koje jezgre imaju spremljenu posebnu energiju koja može biti otpuštena nuklearnom reakcijom, što je i iskorišteno u razvoju nuklearne bombe. Implikacije ove formule na život dvadesetog stoljeća učinile su je jednom od najčuvenijih formula u cjelokupnoj znanosti.

### O masi
Uvodni tečajevi fizike i neki stariji udžbenici o posebnoj teoriji relativnosti ponekad definiraju tzv. relativističku masu, što može dovesti do pogrešnog utiska da posebna relativnost implicira da se masa tijela povećava s povećanjem brzine. Ovo je, s teorijskog stajališta, tehnički nekorektno jer je Prvi postulat upotrijebljen da bi se konstruirala teorija u kojoj su svojstva objekta nezavisna (tj. nepromjenjiva; invarijantna) od bilo kojeg inercijalnog referentnog okvira.
Unatoč tome, definiranje takve kvantitete ponekada može biti korisno jer pojednostavljuje izračunavanje restrikcijom u specifični okvir. Na primjer, razmotrimo promatrača koji sebe drži mirujućim i tijelo nepromjenjive mase {\displaystyle m_{0}\!} koje se kreće nekom brzinom relativno u odnosu na promatrača. Promatrač će relativističku masu tog tijela definirati kao:
{\displaystyle m=\gamma m_{0}\!}
Zapazite da tijelo ne postaje uistinu masivnije, nego da je relativistička masa drugačija za promatrača u specifičnom okviru.  Jedino  masa koja je nezavisna od promatrača je nepromjenjiva masa. Kod korištenja relativističke mase uvijek se mora specificirati brzina relativna pojedinom promatraču. 
Ovo je također konzistentno s konceptima "dilatacije vremena" i "kontrakcije dužine".

## Simultanost i uzročnost
Posebna relativnost smatra da ono što je simultano u jednom referentnom okviru ne mora nužno biti simultano u drugom referentnom okviru.
Interval AB u desnom dijagramu je 'vremenolik' tj. postoji referentni okvir u kojem se događaj A i događaj B zbivaju na istoj prostornoj lokaciji, razdvojeni jedino pojavljivanjem u različitim vremenima. Ako A prethodi B u tom okviru, tada A prethodi B u svim okvirima. Hipotetski je moguće da materija (ili informacija) putuje od A do B, stoga je moguća uzročno-posljedična veza između njih (s A kao uzrokom i B kao posljedicom).
Interval AC u dijagramu je 'prostornolik' tj. postoji referentni okvir u kojem se događaj A i događaj C zbivaju simultano, razdvojeni jedino u prostoru. Zapravo postoje referentni okviri u kojima A prethodi C (kao što je prikazano) i referentni okviri u kojima C prethodi A.
Čak ni pri putovanju brzinom bržom od brzine svjetlosti, nikakvoj materiji (ili informaciji) nije moguće putovati od A do C ili od C do A, stoga ne postoji uzročno-posljedična veza između A i C.

## Geometrija prostorvremena
Posebna relativnost koristi 'plošni' četverodimenzionalni 'Minkowskijev prostor' kao primjer prostorvremena. Ovaj prostor je vrlo sličan standardnom trodimenzionalnom Euklidovskom prostoru i sretna okolnost je da je s njime lako raditi.
Diferencijal dužine (ds) u Kartezijevom trodimenzionalnom prostoru definiran je kao:
{\displaystyle ds^{2}=dx_{1}^{2}+dx_{2}^{2}+dx_{3}^{2}}
gdje su {\displaystyle (dx_{1},dx_{2},dx_{3})} diferencijali tri prostorne dimenzije. U geometriji posebne relativnosti dodana je četvrta dimenzija, vrijeme, s jedinicom c, tako da jednadžba diferencijala dužine postaje:
{\displaystyle ds^{2}=dx_{1}^{2}+dx_{2}^{2}+dx_{3}^{2}-c^{2}dt^{2}}
U mnogim je situacijama prikladno tretirati vrijeme kao imaginarno (tj. to može pojednostavniti jednadžbe), u kojem slučaju se {\displaystyle t} u gornjoj jednadžbi zamjenjuje sa {\displaystyle i.t'}:
{\displaystyle ds^{2}=dx_{1}^{2}+dx_{2}^{2}+dx_{3}^{2}+c^{2}(dt')^{2}}
Kada prostorne dimenzije reduciramo na dvije, fiziku možemo prikazati u trodimenzionalnom prostoru:
{\displaystyle ds^{2}=dx_{1}^{2}+dx_{2}^{2}-c^{2}dt^{2}}
Vidimo da geodezici leže duž dualnog stošca: 
definiranog jednadžbom: 
{\displaystyle ds^{2}=0=dx_{1}^{2}+dx_{2}^{2}-c^{2}dt^{2}}
ili
{\displaystyle dx_{1}^{2}+dx_{2}^{2}=c^{2}dt^{2}}
što je jednadžba kružnice polumjera r=c*dt.
Ako ovo proširimo na tri prostorne dimenzije nulti geodezici su kontinuirane koncentrične sfere kojima je polumjer = dužina = c*± vrijeme. 
{\displaystyle ds^{2}=0=dx_{1}^{2}+dx_{2}^{2}+dx_{3}^{2}-c^{2}dt^{2}}
{\displaystyle dx_{1}^{2}+dx_{2}^{2}+dx_{3}^{2}=c^{2}dt^{2}}
Ovaj nulti dualni stožac predstavlja "pravac gledanja" iz neke točke u prostoru. Primjerice, kada gledamo u zvijezde i kažemo "Svjetlost s ove zvijezde koju vidimo je X godina stara", mi gledamo niz taj pravac gledanja: nulti geodezik. Gledamo događaj {\displaystyle d={\sqrt {x_{1}^{2}+x_{2}^{2}+x_{3}^{2}}}} metara udaljen i d/c sekundi u prošlosti. Iz tog razloga nulti dualni stožac je poznat kao 'svjetlosni stožac'. 
(Točka u donjem lijevom dijelu slike (ispod) predstavlja zvijezdu, ishodište predstavlja promatrača, a pravac provučen tim dvjema točkama nulti geodezik "pravca gledanja".
"-t" područje stošca predstavlja područje iz kojeg točka ishodišta 'prima', a "+t" područje stošca područje u koje točka ishodišta 'odašilje'.
Geometrija Minkowskog prostora može biti prikazana korištenjem Minkowskijevih dijagrama koji su korisni u razumijevanju mnogih misaonih pokusa u posebnoj relativnosti.

## Povezane teme i pojmovi
Osobe: Arthur Eddington | Albert Einstein | Hendrik Antoon Lorentz | Hermann Minkowski | Hernhard Riemann | Henri Poincaré | Alexander MacFarlane | Harry Bateman | Robert S. Shankland
Relativnost: Teorija relativnosti | princip relativnosti | opća relativnost | referentni okvir | inercijski referentni okvir | Lorentzove transformacije
Fizika:  njutnovska mehanika | prostorvrijeme | brzina svjetlosti | apsolutna simultanost | kozmologija | Dopplerov efekt | relativističke Eulerove jednadžbe
Matematika: prostor Minkovskog | svjetlosni stožac | Lorentzova grupa | Poincaréova grupa | geometrija | tenzori
Pokusi: pokus Hafelea i Keatinga

## Vanjske poveznice
- Einstein Light - uvod sastavljen od filmova i prezentacija  Arhivirana inačica izvorne stranice od 30. travnja 2013. (Wayback Machine)
- Einstein Online - uvod u teoriju relativnosti, Max Planck institut  Arhivirana inačica izvorne stranice od 1. veljače 2010. (Wayback Machine)
- Bondi K-Calculus - jednostavan uvod u posebnu teoriju relativnosti
- Bilješke o posebnoj teoriji relativnosti
- Relativnost pravog vremena  Arhivirana inačica izvorne stranice od 8. svibnja 2013. (Wayback Machine)
- Skup vizualizacija učinaka relativnosti